# Ohrendolch
Der Ohrendolch ist eine spätmittelalterliche Waffe aus Italien.

## Beschreibung
Der Ohrendolch hat eine gerade, zweischneidige, spitze Klinge. Die Klinge wird vom Heft zum Ort schmaler und läuft spitz zu. Das Heft hat meist ein kleines, scheibenförmiges Parier. Der Dolch hat meist eine starke Angel, auf die Heftschalen aus verschiedenen Materialien aufgenietet sind. Es gibt auch Versionen, die mit einem Ganzmetallheft ausgestattet sind. Dadurch, dass die Angel verhältnismäßig stark und breit gearbeitet ist, war es möglich, bei manchen Versionen eine dekorative Verzierung (Gravur oder Tausia) auf den flachen Seiten der Angel anzubringen. Der Knauf ist aus zwei flachen, runden Platten gebildet, die in einem schrägen Winkel zueinander angeordnet sind. Die Platten sind oft mit starken Nieten am Knaufteil befestigt. Diese Platten ähnelten abstehenden Ohren und gaben dem Dolch seinen Namen. Dieser Dolch wurde hauptsächlich in Italien, aber auch im restlichen Europa benutzt.